# Pravidlo 5-4-3
Pravidlo 5-4-3 pro sítě Ethernet podle standardu IEEE 802.3 stanovuje maximální velikost kolizní domény, což je část sítě Ethernet složená z několika segmentů, která pro jejich propojení používá pouze opakovače (repeatery a huby neboli multiport repeatery). Pravidlo říká, že mezi libovolnými dvěma počítači v kolizní doméně může být nejvýše 5 segmentů (počítají se i segmenty, do nichž jsou tyto počítače připojeny), 4 opakovače, a pouze ke 3 z 5 segmentů mohou být připojeny počítače.

## Podrobnosti
Toto pravidlo se někdy také nazývá pravidlo 5-4-3-2-1, kde 2 jsou propojovací segmenty a 1 je kolizní doména.
Pravidlo 5-4-3 bylo vytvořeno, když jedinými existujícími typy sítě Ethernet byly 10BASE5 a 10BASE2. Pravidlo se vztahuje pouze na segmenty se sdíleným médiem a s metodou přístupu CSMA/CD, nevztahuje se na přepínaný Ethernet, protože každý port přepínače tvoří samostatnou kolizní doménu.
Maximální délka segmentu je omezena útlumem a zkreslením signálu; u technologie 10BASE2 na 185 metrů (někteří výrobci zaručují, že pokud budou použity pouze jejich komponenty, lze tuto délku prodloužit na 300 metrů), u 10BASE5 na 500 metrů. Při použití opakovačů (repeaterů) s více než 2 porty (hubů, multiport repeaterů) lze vytvořit větší síť propojením několika segmentů. Pravidlo 5-4-3 stanovuje omezení pro velikost takovéto sítě.
Pro účely tohoto pravidla se používá definice síťového segmentu v souladu s IEEE: segment je elektrické spojení mezi síťovými zařízeními.
U původních variant 10BASE5 a 10BASE2 sítě Ethernet odpovídá segment jednomu koaxiálnímu kabelu a všem zařízením k němu připojeným. U moderních sítí Ethernet používajících kroucenou dvoulinku odpovídá síťový segment individuálnímu propojení mezi stanicemi (počítači) do sítě zařízení nebo při propojování jednotlivých kusů síťových zařízení.
Toto pravidlo se dělí kolizní domény na dva typy fyzických segmentů: segmenty s připojenými počítači (uživatelské, anglicky populated) a segmenty bez připojených počítačů (spojovací, anglicky unpopulated nebo link). Uživatelských segmentů mají systémy uživatelů připojených k nim. Linkové segmenty se používají pro připojení sítě je opakovače dohromady. Pravidlo stanovuje, že tam může být jen maximálně pět segmentů, připojení přes čtyři opakovače nebo koncentrátory , a pouze tři z pěti segmentů mohou obsahovat připojení uživatelů. Tento poslední požadavek se vztahuje pouze na 10BASE5 a 10BASE2 Ethernet segmentů.

## Motivace

### Zaznamenání kolizí všemi stanicemi
Všechny varianty sítě Ethernet, které používaly koaxiální kabel, a varianty Ethernetu používající kroucenou dvoulinku v poloduplexním režimu používají pro přístup ke sdílenému médiu souhrn pravidel (přístupovou metodu) CSMA/CD. Podle CSMA/CD může libovolná stanice zahájit vysílání, pokud na médiu nikdo jiný nevysílá. Pokud začnou vysílat dvě stanice přibližně ve stejném okamžiku, jejich signál se někde v síti setká a dojde k tak zvané kolizi. Při kolizi budou oba rámce nepoužitelné, protože u signálu v základním pásmu není možnost druhý rušivý signál odfiltrovat. Rychlost šíření signálu koaxiálním kabelem závisí na materiálu jeho dielektrika a bývá velmi přibližně 2/3 rychlosti světla, tj. asi 200 000 km/s. Při modulační rychlosti 10 Mbit/s je délka jednoho bitu na vedení asi 20 metrů. Pokud by byla síť příliš rozlehlá, mohlo by se při vysílání krátkého rámce stát, že by kolizi zaznamenaly pouze některé stanice, což je v rozporu s principem, že pokud se podařilo rámec vyslat bez kolize, musí jej adresát mít možnost přijmout (pokud nedojde k nestandardní situaci, jako je silné rušení, přerušení sítě v průběhu vysílání rámce atd.). Proto je omezena minimální délka rámce na 46 bytů a maximální velikost sítě pravidlem 5-4-3.

### Zkracování synchronizační preambule
Opakovač se obvykle synchronizuje na preambuli tvořené střídáním nulových a jedničkových bitů. Po zasynchronizování vysílá jednotlivé bity na segment připojený k druhému portu (nebo k ostatním portům u multiportových opakovačů). Kvůli tomu se určitý počet bitů z preambule ztratí. Při průchodu dalším opakovačem se preambule dále zkracuje, což by mohlo vést až k tomu, že síťové karty se nebudou schopny zasynchronizovat pro příjem rámce.
Každý výrobce hubů (multiport repeaterů) používá mírně odlišnou implementaci, takže zatímco některé opakovače ztratí 1 nebo 2 bity, jiné 5 nebo 6 bitů. Pokud by bylo známo, jak se určité opakovače chovají, bylo by možné vytvořit rozsáhlejší síť s více opakovači. Tyto informace však není snadné získat a pro uživatele je obtížné je zjistit. Z tohoto důvodu byla vytvořeno pravidlo 5-4-3, které je snadné na zapamatování a funguje ve všech případech. V laboratoři firmy DEC změřili, kolik bitů jejich opakovače ztratí, což jim umožnilo podstatně zvětšit kolizní domény, až na velikost 11 segmentů, 10 opakovačů, a 3 aktivní segmenty (11-10-3).

## Pravidlo pro sítě DIX Ethernet
V sítích Ethernet podle staršího standardu (DIX-Ethernet, používaný před rokem 1985) existovalo podobné pravidlo, které umožňovalo mezi libovolnými dvěma počítači pouze dva opakovače a žádné počítače na segmentu, který opakovače propojuje.